# Palais du Tau
Pałac Tau (fra: Palais du Tau) – dawny pałac arcybiskupi w Reims we Francji. Pełnił funkcje kwatery królów Francji podczas uroczystości koronacyjnych odbywających się w położonej nieopodal katedrze Notre-Dame de Reims.
W 1991 Pałac Tau, wraz z katedrą Notre-Dame i byłym opactwem Saint-Remi, został wpisany na listę światowego dziedzictwa UNESCO.

## Historia
W VI-VII w. na terenie obecnego pałacu znajdowała się duża willa galijsko-romańska, która po późniejszej przebudowie pełniła funkcje pałacu Karolingów. Pierwsze udokumentowane użycie nazwy pałacu pochodzi z 1131. Nazwa nawiązuje do planu budynku, który przypomina literę Τ (tau, w greckim alfabecie). Większość oryginalnego budynku nie zachowała się do naszych czasów: najstarszą częścią jest kaplica z 1207.
W latach 1498–1509 budynek został  w dużym stopniu przebudowany w stylu gotyckim. Swój obecny wygląd zawdzięcza barokizacji przeprowadzonej w latach 1671–1710 przez Jules'a Hardouin-Mansarta i Roberta de Cotte. Uszkodzony  w wyniku pożaru w dniu 19 września 1914, odbudowany dopiero po II wojnie światowej.
Pałac służył jako kwatera królów Francji podczas uroczystości koronacyjnych w katedrze Notre-Dame. W pałacu przygotowywano króla do ceremonii, a po koronacji wydawano uroczysty bankiet na jego cześć. Pierwsza uczta po ceremonii koronacyjnej odbyła się tu w 990, ostatnia miała miejsce w 1825.
Obecnie pałac jest siedzibą Musée de l’Œuvre (od 1972), prezentującego dzieła sztuki przeniesione z katedry (posągi, gobeliny, relikwiarze) oraz przedmioty związane z ceremonią koronacyjną królów francuskich (m.in. złoty talizman podarowany Karolowi Wielkiemu przez Haruna ar-Raszida, zawierający fragment Świętego Krzyża).
Pałac Tau, wraz z katedrą Notre-Dame i byłym opactwem Saint-Remi, został wpisany w 1991 na listę światowego dziedzictwa UNESCO. Rocznie pałac zwiedza około 100 000 turystów.